# Красный Пахарь (Оренбургская область)
Кра́сный Па́харь — хутор в Октябрьском районе Оренбургской области России. Входит в состав Булановского сельсовета.

## География
Хутор находится на севере центральной части Оренбургской области, в степной зоне, на левом берегу реки Бурлюк, к востоку от автодороги Р239, на расстоянии примерно 24 км (по прямой) к северо-западу от села Октябрьское, административного центра района. Абсолютная высота — 133 м над уровнем моря.
Климат
Климат характеризуется как резко континентальный с продолжительной морозной зимой и относительно коротким жарким сухим летом. Среднегодовая температура составляет 3 °C. Средняя температура воздуха самого тёплого месяца (июля) — 26,9 °C (абсолютный максимум — 42 °C); самого холодного (января) — −13,3 °C (абсолютный минимум — −43 °C). Среднегодовое количество атмосферных осадков не превышает 350—400 мм.
Часовой пояс
Хутор Красный Пахарь, как и вся Оренбургская область, находится в часовой зоне МСК+2. Смещение применяемого времени относительно UTC составляет +5:00.

## Население
| 2010 |
| ---- |
| 51   |

Половой состав
По данным Всероссийской переписи населения 2010 года, в половой структуре населения мужчины составляли 41,2 %, женщины — соответственно 58,8 %.
Национальный состав
Согласно результатам переписи 2002 года, в национальной структуре населения русские составляли 38 % из 69 чел., казахи — 33 %.